# Rito patriarchino
Il rito patriarchino o rito aquileiese è un antico rito liturgico della Chiesa cattolica latina utilizzato - con minime varianti - nelle metropolie dei Patriarcati di Aquileia, di Grado e di Venezia, sino alla fine del XVI secolo.

## Storia
Già dall'antichità esistono testimonianze che dimostrano la diversità del rito aquileiese da quello romano e il suo legame con quelli orientali. Dalle testimonianze di Cromazio d'Aquileia si rilevano tre precisi influssi provenienti dall'Asia Minore nella liturgia aquileiese:
- il rito pre-battesimale della Lavanda dei piedi (mentre a Milano, secondo il rito ambrosiano, era post-battesimale) poi divenuto il rito del Giovedì santo;
- la Pasqua era identificata con il medesimo ideale di Passione e di dolore riportato dall'omelia pasquale di Melitone di Sardi;
- seguendo l'antica tradizione greca di Smirne, conosciuta tramite Ireneo di Lione, Cromazio modifica il simbolismo animale dei Vangeli, identificando san Giovanni con il leone invece di san Marco Evangelista, e quest'ultimo con l'aquila. Girolamo in seguito ristabilirà il leone per Marco.

Un discorso a parte andrebbe svolto per quanto riguarda il simbolo di fede aquileiese così come riportato da Tirannio Rufino e ricordato pure da Cromazio, il quale conserva gli echi di intervenuti dibattiti teologici che ebbero come epicentro Aquileia e la sua immensa giurisdizione ecclesiastica.
Questo particolare rito era dunque già da lungo tempo in uso nell'arcidiocesi di Aquileia e nelle sue numerose suffraganee quando, nel 568, questa chiesa si rese autocefala elevandosi a Patriarcato. Lo scisma dei Tre Capitoli che caratterizzò il VII secolo, con le due sedi patriarcali contrapposte di Aquileia tricapitolina e Grado cattolica (nel 606), e la definitiva scissione del nuovo Patriarcato di Grado (nel 717), trasmisero semplicemente l'uso del patriarchino alle due chiese sorelle. Non solo, ma lo diffusero anche alle diocesi della Dalmazia, sottomesse a Grado.
A quest'epoca risale il documento liturgico più antico e interessante che ci testimonia direttamente il rito patriarchino. Si tratta di un capitolare dell'VIII secolo che fu aggiunto al Codex Richdigeranus (del VI secolo). Il rito aquileiese in questa fase divergeva dal rito romano in molti aspetti e si avvicinava, invece, al rito gallicano e a quelli delle chiese orientali (specialmente quella di Alessandria d'Egitto, da cui con ogni probabilità il Cristianesimo giunse ad Aquileia).
In data imprecisata il rito patriarchino ebbe diffusione anche a Venezia e nei centri limitrofi. Il rito patriarchino viene menzionato anche a Monza e a Como.
Nel tardo Medioevo il rito patriarchino si andò avvicinando progressivamente a quello romano. A Venezia (esclusa San Marco) fu abbandonato a favore di quello romano nel 1456,; poi, dopo il Concilio di Trento, nella diocesi di Trieste nel 1586 e nel Patriarcato di Aquileia nel 1596. La diocesi di Como rivendicò con insistenza il diritto di continuare ad usare il rito patriarchino, ma nel 1597 papa Clemente VIII impose di abbandonarlo. Nel 1598 infatti, il rito patriarchino fu abbandonato anche a Como. Solo nella basilica di San Marco di Venezia, essendo nullius dioecesis e retta da un proprio primicerio, si continuò ad usarlo fino al 19 ottobre 1807 (quando venne incorporata nel Patriarcato di Venezia, divenendone chiesa cattedrale), sia pure con lievi varianti.
Nel Lezionario romano in lingua friulana, approvato nel 2004, sono state inserite delle sequenze aquileiesi.

## Caratteristiche

### Feste e liturgia
Nel suo complesso il rito patriarchino non si discostava particolarmente da quello gregoriano-romano, se non per una diversa distribuzione di alcune feste all'interno dell'anno liturgico.

Le principali differenze col calendario romano erano:
- un Avvento di cinque domeniche (contro le quattro del rito romano);
- lo slittamento della festività di santo Stefano protomartire, celebrata come nel rito gerosolimitano-antiocheno il 27 dicembre (anziché il 26 dicembre);
- la preparazione della Quaresima (Tempo di Settuagesima) con due sole domeniche: la Sessagesima e la Quinquagesima (quindi senza la Settuagesima);
- la celebrazione di due messe sia la domenica precedente la Pasqua, sia il Giovedì santo (anziché nel solo giovedì Santo), come nel rito gallicano;
- la celebrazione di una festa di Mezza-Pentecoste, come in molti riti orientali.

Meno rilevanti le differenze liturgiche, limitandosi essenzialmente alla presenza di grecismi, particolarmente diffusi nella zona di Venezia.

Da ultimo risultava ancora particolarmente diffuso, nel rito patriarchino, il ricorso al catecumenato.

### Canto patriarchino
Al rito patriarchino era connesso un particolare stile di canto liturgico e devozionale, detto canto aquileiese o patriarchino.
Alcuni di questi canti vengono ancora eseguiti, sebbene se ne stia perdendo la memoria, in alcune località di montagna, in Veneto, in Istria, in Dalmazia ed in Friuli che, nei secoli scorsi, erano sotto la giurisdizione dei Patriarcati di Aquileia, Grado e Venezia.